# Lay Me Down (Avicii-sang)
Lay Me Down er en single af den svenske DJ Avicii fra hans debutalbum True fra 2013. Lay Me Down er den femte og sidste single fra albummet, og den blev udgivet den 21. april 2014, næsten et halvt år efter albummet selv. Lay Me Down er skrevet af Tim Bergling (Avicii), Adam Lambert, Nile Rodgers og Ash Pournouri. Adam Lambert sang vokalerne på sangen, mens guitarren er spillet af Nile Rodgers.

## Baggrund
Bergling mødte Nile Rodgers i 2012, da Bergling spillede i Radio City Music Hall, som den første DJ i historien.De aftalte at mødes, og Rodgers måtte angiveligt aflyse en session med Prince, for at kunne arbejde sammen med Bergling. De fik derefter overtalt Adam Lambert, som oprindeligt ikke ville komme pga. tømmermænd, til at skrive det andet vers af sangen, så han kunne blive betalt mere. Sangen blev skrevet og færdiggjort på en dag.

## Musikvideo
Sammen med singlen, blev en musikvideo udgivet. Musikvideoen følger Bergling selv, mens han er på vej til at spille i Tele2 Arena i Stockholm. Herefter går Bergling på scenen, og man ser ham herefter spille showet. Musikvideoen spiller en forkortet version af Lay Me Down, og den har opnået over 50 millioner afspilninger på YouTube.

## Hitlister
| Hitliste (2013–14)                             | Højeste position |
| ---------------------------------------------- | ---------------- |
| Australien (ARIA)                              | 34               |
| Østrig (Ö3 Austria Top 40)                     | 17               |
| Belgien (Ultratip Flanderen)                   | 4                |
| Belgien Dance (Ultratop Flanderen)             | 30               |
| Belgien (Ultratip Wallonien)                   | 2                |
| Belgien Dance (Ultratop Vallonien)             | 4                |
| Frankrig (SNEP)                                | 47               |
| Tyskland (Official German Charts)              | 35               |
| Ungarn (Dance Top 40)                          | 8                |
| Ungarn (Rádiós Top 40)                         | 3                |
| Ungarn (Single Top 40)                         | 5                |
| Irland (IRMA)                                  | 94               |
| Polen (Polish Airplay Top 100)                 | 14               |
| Polen (Dance Top 50)                           | 1                |
| Slovakiet (Rádio Top 100)                      | 56               |
| Slovenia (SloTop50)                            | 14               |
| Sverige (Sverigetopplistan)                    | 39               |
| Schweiz (Schweizer Hitparade)                  | 41               |
| Storbritannien Dance (Official Charts Company) | 29               |
| USA Hot Dance/Electronic Songs (Billboard)     | 22               |

| Hitliste (2014)         | Position |
| ----------------------- | -------- |
| France (SNEP)           | 150      |
| Hungary (Dance Top 40)  | 34       |
| Hungary (Rádiós Top 40) | 32       |
| Hungary (Single Top 40) | 61       |

| Hitliste (2015)        | Position |
| ---------------------- | -------- |
| Hungary (Dance Top 40) | 49       |